# Braune Spitzmausbeutelratte

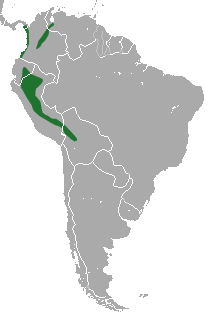
Verbreitungsgebiet (grün)

Die Braune Spitzmausbeutelratte (Monodelphis adusta, Synonym: Peramys adusta) lebt im nordwestlichen Südamerika vom äußersten Osten der panamaischen Provinz Darién über die Andenregion von Kolumbien bis in die Anden und den Osten von Ecuador, den äußeren Norden von Peru und in den venezolanischen Bundesstaaten Mérida und Táchira.

## Beschreibung
Die Tiere erreichen eine Kopfrumpflänge von 8,4 bis 11,4 cm, haben einen 5 bis 6,7 cm langen Schwanz und werden 15 bis 35 g schwer. Das Fell ist kurz (3 mm) und samtig. Das Rückenfell ist braun bis dunkelbraun und hinten dunkler als vorne. Der Kopf hat die gleiche Farbe wie der Rücken. Mittelstreifen und Augenringe fehlen. Bauch und Kehle sind deutlich heller als der Rücken und grau bzw. orange-grau gefärbt. Die Mitte des Bauches kann auch cremefarben oder weißlich sein und mehr oder weniger deutlich vom umgebenden Fell abgegrenzt sein. Die Füße sind rotbraun, dunkelbraun oder schwärzlich. Die Ohren sind unbehaart und dunkel graubraun gefärbt. Der Schwanz ist unbehaart, dunkelbraun oder schwarz gefärbt und mit einer Länge von 60 % der Kopfrumpflänge relativ kurz. Weibchen haben keinen Beutel. Die Anzahl der Zitzen ist nicht bekannt.

## Lebensweise
Die Braune Spitzmausbeutelratte kommt vor allem in feuchten Bergwäldern in Höhen von 1400 bis 2200 m vor, wurde jedoch auch schon in Regenwäldern, Sumpfwäldern und feuchtem Grasland in Höhen von 200 m über dem Meeresspiegel nachgewiesen. Die Tiere leben versteckt unter Steinen und Holz oft in der Nähe von Gewässern oder Bananen- oder Yuccapalantagen oder auf Maisfeldern. Sie dringen auch in das Innere von Häusern ein. Bei den wenigen bei dieser Art bisher durchgeführten Magenuntersuchungen fand man Insekten, vor allem die Überreste adulter Käfer und von Käferlarven aber auch pflanzliches Material und in einem Fall einen kleinen Frosch. Die Braune Spitzmausbeutelratte nutzt Baumhöhlen. Ein im August gefangenes Weibchen hatte vier Jungtiere an den Zitzen.

## Status
Die Braune Spitzmausbeutelratte wird von der IUCN als ungefährdet angesehen. Sie hat ein großes Verbreitungsgebiet, kommt auch in einigen Schutzgebieten vor und nicht zu weit gehende Veränderungen ihres Lebensraumes durch den Menschen werden in der Regel toleriert.

## Belege
1. 1 2 3 4  Diego Astúa: Family Didelphidae (Opossums). in Don E. Wilson, Russell A. Mittermeier: Handbook of the Mammals of the World – Volume 5. Monotremes and Marsupials. Lynx Editions, 2015, ISBN 978-84-96553-99-6. Seite 147.
2. ↑  Monodelphis adusta in der Roten Liste gefährdeter Arten der IUCN 2015. Eingestellt von: Solari, S. & Tarifa, T., 2015. Abgerufen am 19. September 2019.